# シャンポリオン (小惑星)
シャンポリオン (3414 Champollion) は小惑星帯に位置する小惑星である。ローウェル天文台のエドワード・ボーエルが発見した。
ロゼッタ・ストーンを解読したフランスのエジプト学者、ジャン＝フランソワ・シャンポリオンから命名された。